# Urovci

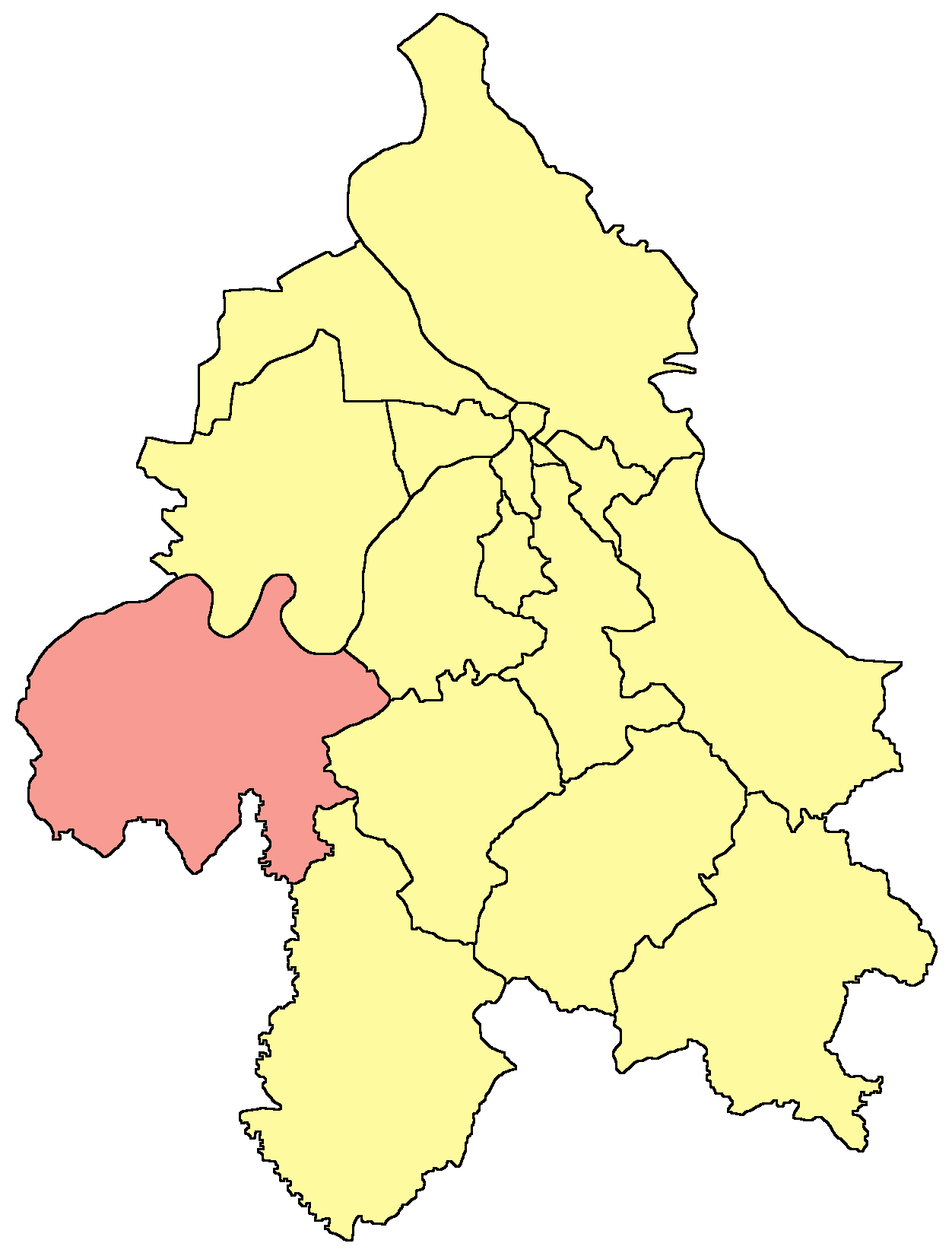
Localisation de la municipalité d'Obrenovac dans la Ville de Belgrade

Urovci (en serbe cyrillique : Уровци) est une localité de Serbie située dans la municipalité d’Obrenovac et sur le territoire de la Ville de Belgrade. Au recensement de 2011, elle comptait 1 507 habitants.
Urovci est officiellement classé parmi les villages de Serbie.

## Économie

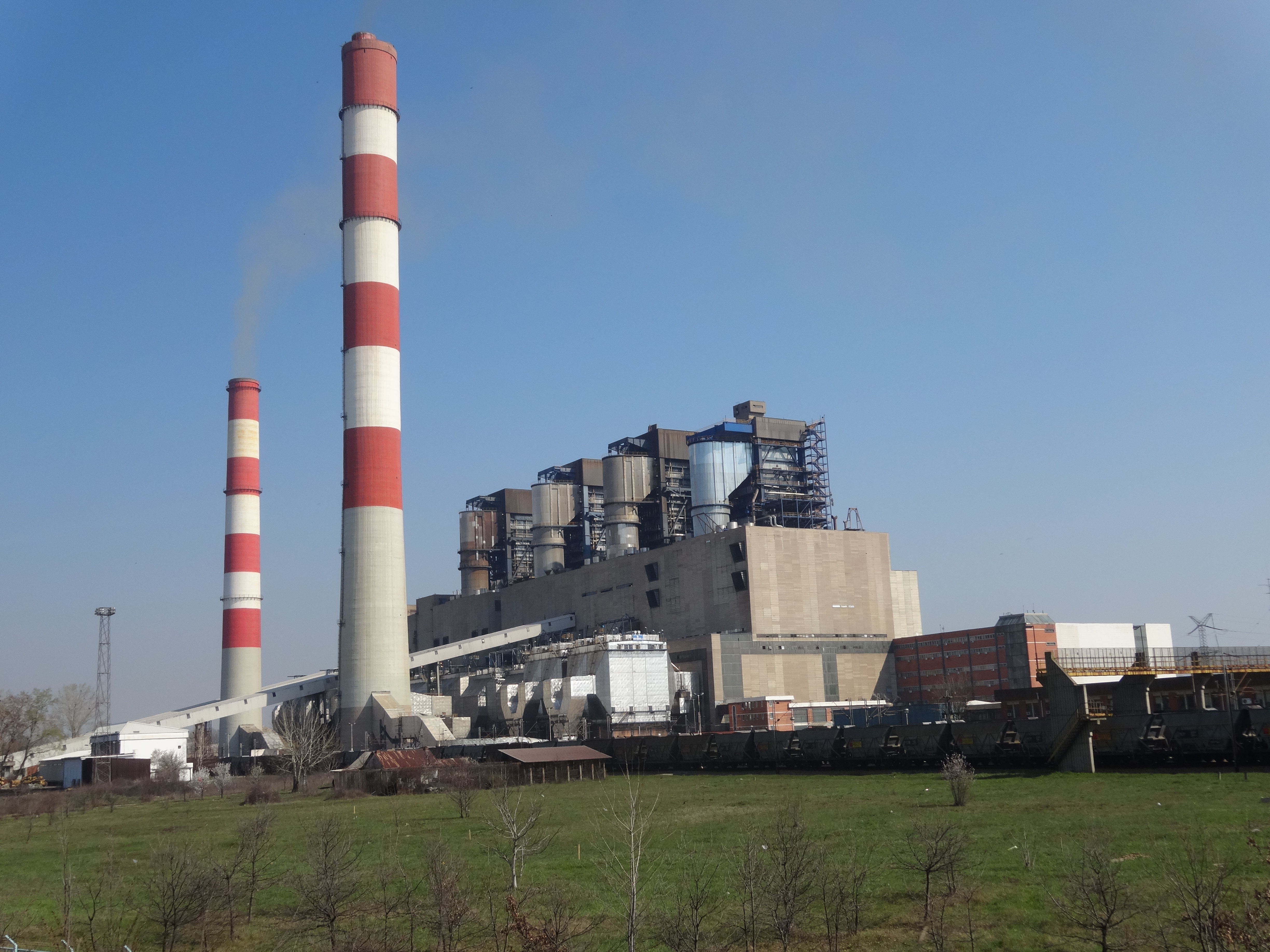
La centrale électrique Nikola Tesla unité A à Urovci

## Démographie

### Évolution historique de la population
| 1948  | 1953  | 1961  | 1971  | 1981  | 1991  | 2002  | 2011  |
| ----- | ----- | ----- | ----- | ----- | ----- | ----- | ----- |
| 1 350 | 1 306 | 1 391 | 1 501 | 1 679 | 1 618 | 1 540 | 1 507 |

|  |